# Flucloxacilina
La flucloxacilina o floxacilina es un antibiótico de reducido espectro de la familia de las penicilinas. Por lo tanto, es un antibiótico betalactámico. Se indica la flucloxacilina para el tratamiento de bacterias grampositivas susceptibles. La flucloxacilina es un compuesto muy similar a la dicloxacilina, por lo que se intercambia el uso de estos dos agentes.

## Mecanismo de acción
Como todos los betalactámicos, la flucloxacilina actúa inhibiendo la síntesis de la pared celular de las bacterias. La inhibición ocurre por entrecruzamiento de los enlaces entre las cadenas poliméricas del peptidoglicano, el principal componente de la pared celular de bacterias grampositivas.
La flucloxacilina pertenece al grupo que es resistente a las betalactamasas, también llamadas penicilinasas, que son enzimas secretadas por las bacterias resistentes a la penicilina. La presencia de un grupo isoxazolil como cadena lateral del núcleo de la molécula, permite la resistencia a la degradación por la betalactamasa, pues es una enzima que no tolera los cambios estéricos de las cadenas laterales. Por ello, la flucloxacilina es capaz de unirse a las proteínas fijadoras de penicilina (PBP), e inhibir la polimerización del peptidoglicano sin que se le una o le inactive la penicilinasa.

## Indicaciones
La flucloxacilina es más estable en ambientes ácidos, por lo que puede ser administrada por vía oral, además de las rutas parenterales. Sin embargo, tal como la meticilina, es menos potente que la bencilpenicilina o penicilina G en contra de las bacterias grampositivas no productoras de betalactamasa.
La flucloxacililna tiene una farmacocinética muy similar a la dicloxacilina, así como su actividad antibacteriana e indicaciones, por lo que se pueden intercambiar estos medicamentos. Se cree que la flucloxacilina tiene una mayor incidencia de reacciones adversas sobre el hígado que la dicloxacilina, pero menos efectos secundarios sobre el riñón.
La flucloxacilina se indica para el tratamiento de infecciones casuadas por bacterias sensibles. Las indicaciones específicas incluyen:
- Infecciones de piel por estafilococo y celulitis – incluyendo impétigo, amigdalitis, sinusitis, otitis externa, foliculitis, furúnculos, carbúnculos, abscesos y mastitis.
- Bronquitis y neumonía (terapia adyuvante).
- Osteomielitis, artritis séptica.
- Septicemia
- Tratamiento empírico de la endocarditis.
- Profilaxis quirúrgica.

## Efectos adversos
Las reacciones adversas más frecuentes con la administración de flucloxacilina incluyen: diarrea, náusea, rash, urticaria, dolor e inflamación en el sitio de la inyección, sobreinfecciones (incluyendo candidiasis), alérgias y elevaciones transitorias de las enzimas del hígado y la bilirrubina.
Con menor frecuencia, aparece ictericia obstructiva durante el tratamiento con flucloxacilina. La reacción puede aparecer varias semanas después de que el tratamiento haya terminado. La incidencia de esta reacción es aproximadamente 1 en 15,000 pacientes expuestos al medicamento, con especial frecuencia en personas mayores de 55 años, mujeres y quienes tomen la medicina por más de dos semanas.

## Resistencia
A pesar de que la flucloxacilina es resistente a las betalactamasas, algunos organismos han desarrollado resistencia al antibiótico, así como otros antibióticos de reducido espectro, incluyendo la meticilina.
La resistencia bacteriana que afecta a la flucloxacilina es mediada por un gen intrínseco en el cromosoma bacteriano denominado mecA. La expresión de este gen puede ser heterogénea, es decir, todas las bacterias tienen el gen, pero sólo algunas lo expresan; o bien, puede ser homogénea cuando todas las bacterias tienen el gen y lo expresan.